# Іон Тестеміцану
Іон Тестеміцану (рум. Ion Testemițanu; нар. 27 квітня 1974, Кишинів, Молдова) — молдовський футболіст та тренер, виступав на позиції захисника, виступав за національну збірну Молдови, двічі ставав найкращим футболістом року в Молдові.

## Клубна кар'єра
Розпочав кар'єра у складі рідного для нього «Зімбру» ще в першості СРСР, де він провів у 1991 році один матч у першій лізі. З 1992 по 1998 рік зіграв у чемпіонаті Молдови за «Зімбру» 189 матчів, забив 32 м'ячі.
Іон Тестеміцану — єдиний в історії молдавський футболіст, який став чемпіоном Південної Кореї та 8-кратним володарем золота національної першості. 6 разів виграв чемпіонство у складі «Зімбру» та двічі з «Шерифом». Двічі визнавався найкращим футболістом Молдови – у 1995 та 1997 роках. У 1998 році на запрошення Бенні Леннарстона за 250 тисяч фунтів перейшов у «Бристоль Сіті». Наступного року виступав вже під керівництвом Тоні П'юліса. Іон вважає, що валлійський менеджер допоміг йому облаштуватися у Великій Британії. У його кар'єрі значаться виступи в Росії, Азербайджані, Англії. Єдиний молдовський футболіст, який виступав в англійському чемпіонаті.
7 грудня 2009 року завершив свою кар'єру футболіста.

## Кар'єра в збірній
У футболці національної збірної Молдови дебютував під керівництвом Іона Караса 2 липня 1991 року в програному (2:4) товариському поєдинку проти Грузії. Першим голом за національну команду відзначився 15 листопада 1995 року в переможному (3:2) поєдинку кваліфікації чемпіонату Європи 1996 проти Грузії. Свій останній матч за збірну Молдови зіграв 6 лютого 2008 року в переможному (1:0) поєдинку проти Казахстану.
У національній збірній захисник провів 56 матчів, забив п'ять м'ячів.

### Статистика виступів
| Голи Іона Тестеміцану за збірну | Голи Іона Тестеміцану за збірну | Голи Іона Тестеміцану за збірну               | Голи Іона Тестеміцану за збірну | Голи Іона Тестеміцану за збірну | Голи Іона Тестеміцану за збірну | Голи Іона Тестеміцану за збірну     |
| #                               | Дата                            | Стадіон                                       | Суперник                        | Рахунок                         | Результат                       | Змагання                            |
| ------------------------------- | ------------------------------- | --------------------------------------------- | ------------------------------- | ------------------------------- | ------------------------------- | ----------------------------------- |
| 1                               | 15 листопада 1995               | Республіканський стадіон, Кишинів, Молдова    | Грузія                          | 1–0                             | 3–2                             | кваліфікація чемпіонату Європи 1996 |
| 2                               | 9 квітня 1996                   | Республіканський стадіон, Кишинів, Молдова    | Україна                         | 1–2                             | 2–2                             | Товариський матч                    |
| 3                               | 1 червня 1996                   | Стяуа, Бухарест, Румунія                      | Румунія                         | 3–1                             | 3–1                             | Товариський матч                    |
| 4                               | 18 листопада 1998               | Віндзор Парк, Белфаст, Північна Ірландія      | Північна Ірландія               | 1–2                             | 2–2                             | кваліфікація чемпіонату Європи 2000 |
| 5                               | 6 лютого 2000                   | Нео Гімнастікос Силлогос Зенон, Ларнака, Кіпр | Словаччина                      | 1–0                             | 2–0                             | Товариський матч                    |

## Кар'єра тренера
У грудні 2009 року пройшов тренерські курси УЄФА та отримав міжнародну ліцензію категорії «В». А в січні 2010 року Іон Тестеміцану призначений асистентом головного тренера збірної Молдови, на той час Габі Балінта. Продовжував працювати в команді й під керівництвом Йона Караса до вересня 2014 року. З 2013 до 2016 року обіймав посаду віце-президента Футбольної федерації Молдови.

## Досягнення

### Командні
- Молдовська Суперліга
  -  Чемпіон (8): 1992, 1993, 1994, 1995, 1996, 1998, 2003, 2008

- Кубок Молдови
  -  Володар (3): 1997, 2002, 2008
  -  Фіналіст (2): 1995, 2004

- Суперкубок Молдови
  -  Володар (1): 2003

- Кубок Співдружності
  -  Володар (1): 2003

- К-Ліга 1
  -  Володар (1): 2002[8]

- Прем'єр-ліга Азербайджану
  -  Срібний призер (1): 2009

### Особисті
- Найкращий футболіст Молдови (2)[9]: 1995, 1997

## Сім'я
Донька Анна – професіональна тенісистка.